# L.I.E. – Long Island Expressway
L.I.E. – Long Island Expressway (Alternativ: Long Island Expressway) ist ein US-amerikanischer Film aus dem Jahr 2001. Regie bei dem Independentfilm, der unter anderem das Thema Homosexualität behandelt, führte Michael Cuesta, der auch am Drehbuch und an der Produktion beteiligt war. Die Hauptrolle spielte Paul Dano.

## Handlung
Der 15-Jährige Howie Blitzer ist schwer von dem Tod seiner Mutter traumatisiert, die bei einem Autounfall auf dem „Long Island Expressway“ starb. Seine emotionale Situation verschlimmert sich, als sein Vater kurze Zeit nach dem Tod der Mutter eine neue Frau ins Haus holt. Daher sucht Howie Geborgenheit in einer Gang, die aus Gary Terrio, einem jugendlichen Prostituierten, und zwei weiteren Gleichaltrigen besteht.
Gary und Howie planen von zu Hause wegzugehen, doch brauchen sie dafür Geld. So kommen sie auf die Idee, in das Haus des alten John Harrigan während seiner Geburtstagsparty einzubrechen, wo die beiden zwei Waffen aus dem Zweiten Weltkrieg stehlen wollen. Gary kennt Big John, wie er von allen genannt wird, da er ein regelmäßiger Kunde von ihm ist. Als John sie bei dem Diebstahl überrascht, können die beiden Jungs entkommen, aber Big John gelingt es die hintere Tasche von Howies Hose abzureißen. Er ahnt, dass Gary dahinter steckt und spricht Howie am nächsten Tag darauf an. Mit dem Stück Hose als Beweis, kann der Junge es nicht leugnen und will ihm die Pistolen zurückbringen, doch haben sie bereits eine davon verkauft.
Als Howie die Pistole zurückbringt, meint Big John, er sei ihm noch $1.000 schuldig. So bietet ihm Howie an, das Geld abzuarbeiten. Daraufhin bedrängt Big John Howie und fragt ihn anzüglich, was er zu bieten hätte, was $1.000 wert wäre. Die Situation wird durch einen Anruf unterbrochen und Howie verlässt zügig das Haus. Big Johns 19-Jähriger Liebhaber Scott, der mit in seinem Haus wohnt, bemerkte dies und macht Big John Vorwürfe und meint, dass er sich schämen sollte, woraufhin dieser antwortet, dass er das auch tue. 
Howies Vater wird verhaftet, sodass Howie bei seiner Ankunft zu Hause denkt, er hätte ihn verlassen. Noch am selben Tag wird auch Howie festgenommen sowie die anderen beiden Mitglieder der Gang. Nacheinander werden diese von ihren Eltern von der Polizeiwache abgeholt. Erst Stunden später kann auch Howie gehen, weil Big John ihn abholt. In seinem Hause stößt Howie auf mehrere Fotos, auf denen unter anderem Gary abgebildet ist, aber auch ein ungefähr 11-jähriger Junge mit freiem Oberkörper. Scott sieht ihn dabei und warnt ihn, ihm John ja nicht wegzunehmen.
Nachdem Howie sich bei Big John gewaschen hat, kommt er nur mit einer Unterhose bekleidet in Johns Zimmer, da er annimmt, dieser wolle mit ihm schlafen. Aber das hat Big John nicht vor. Er spricht mit dem Jungen und erzählt ihm, dass sein Vater ihn nicht verlassen hätte, er wäre lediglich im Gefängnis. Als Howie dies erfährt, bricht er in Tränen aus. Am nächsten Morgen macht Big John gut gelaunt Frühstück und fährt Howie zum Gefängnis, damit er seinen Vater besuchen kann. Auf dem Rückweg hält Big John an der Stelle des Expressways, an dem die jugendlichen Stricher anzutreffen sind. Kurz nachdem er anhält, fährt Scott neben ihm und erschießt Big John. 
Zum Schluss sieht man nochmal – wie am Anfang des Films – wie Howie an dem Geländer des Expressways entlang balanciert und erzählt, dass viele Leute (auch seine Mutter) auf dem Expressway starben und er hoffe, es würde ihn nicht erwischen.

## Auszeichnungen
Paul Dano erhielt im Jahr 2002 als Bester Debütant den Independent Spirit Award; außerdem erhielten die Produzenten den bei den Independent Spirit Awards verliehenen Producers Award. Michael Cuesta als Regisseur, die Produzenten, die Drehbuchautoren, Brian Cox und Billy Kay wurden für den Independent Spirit Award nominiert. Brian Cox gewann 2002 den Golden Satellite Award.

## Kritik
‘L.I.E. is a well-acted and unsettling look at a boy’s relationship with a pedophile.’

„L.I.E. bietet gute schauspielerische Leistungen und wirft einen beunruhigenden Blick auf die Beziehung eines Jungen zu einem Pädophilen.“